# Geneviève Lacasse
Geneviève Lacasse, född den 5 maj 1989 i Montréal i Kanada, är en kanadensisk ishockeyspelare som spelar för Calgary Inferno och Kanadas damlandslag i ishockey.
Hon tog OS-guld i damernas ishockeyturnering i samband med de olympiska ishockeytävlingarna 2014 i Sotji.